# Eisinga Planetarium

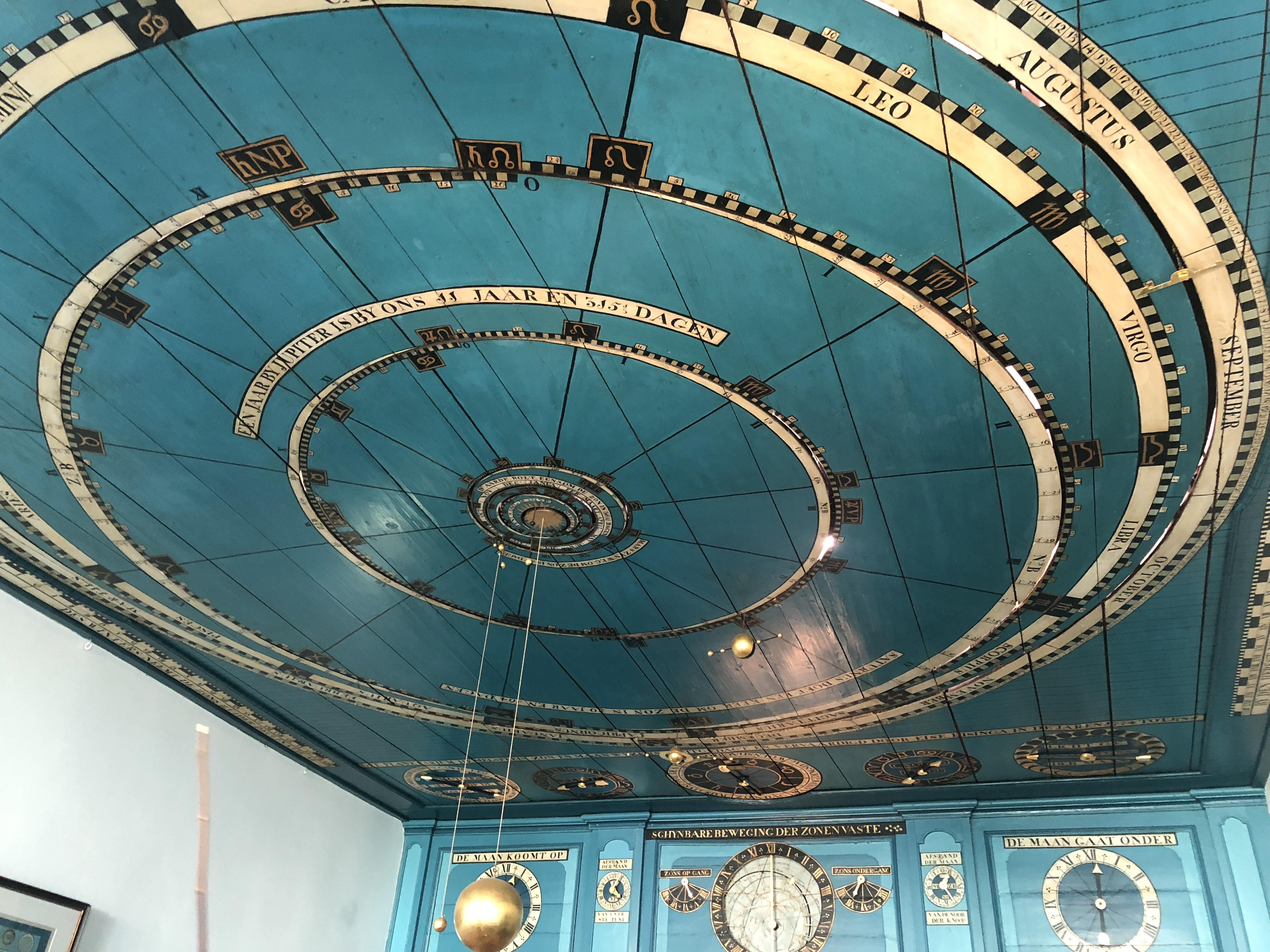
Das Planetarium

Das Eisinga Planetarium ist das älteste funktionsfähige Modell des Sonnensystems und das größte mechanische Planetarium weltweit. Es wurde von 1774 bis 1781 von Eise Eisinga in Franeker gebaut, nachdem 1774 eine Massenpanik in den Niederlanden ausgebrochen war, dass es durch eine in diesem Jahr stattfindende Konjunktion der Planeten zu kosmischen Kollisionen kommen würde. Eise Eisinga wollte mit seinem Modell solche Bedenken zukünftig zerstreuen. Der zeitgenössische Mathematiker Jean Henri van Swinden beschrieb Eisingas Antwort darauf wie folgt:

„Unser Bürger [Eisinga] berechnet daher diese [vorhergesagte] Konjunktion anhand der Tabellen von Philippe de La Hire und kommt zu dem Schluss, dass die Erde dennoch weiter existieren wird. Dann sagt er sich: „Da die Erde weiter existiert, werde ich eine Maschine bauen, die mir in jedem Moment zeigen kann, was am Himmel passiert. Ich werde sie in meiner Freizeit bauen und sieben Jahre brauchen, um sie fertigzustellen.““

Das Modell befindet sich an der Decke seines Wohnzimmers und wird von einer Pendeluhr mittels mehrerer Gewichte angetrieben. Diese zeigt nicht nur die Planetenbewegungen (bis einschließlich des Saturns) in Echtzeit in einem Maßstab von einem Millimeter zu einer Milliarde Kilometer an, sondern über an der Wand angebrachte Uhren zusätzlich Sonnenauf- und -untergang sowie Mondauf- und -untergang; der Mondstand, die Sternzeichen und das Datum werden ebenfalls angezeigt.
Das Planetarium gehört seit 2023 als Kulturobjekt zum UNESCO-Welterbe.